# 箱根號列車
箱根（日语： Hakone */?）號列車是小田急電鐵行走於新宿站至箱根湯本站之間，途經小田原線、箱根登山鐵道鐵道線的特急列車別名，為「浪漫特快」其中一種列車別名。
在此條目中，將同時記載於小田原線運行的「超級箱根」、「相模」，以及駛入至東京地下鐵線內的「地下鐵箱根」。

## 運行概況
基本上「箱根」行走於新宿至小田原、箱根湯本之間。只於小田原線內行走的列車名為「相模」，駛入至箱根湯本的班次名為「箱根」「超級箱根」，駛入地下鐵內的班次名為「地下鐵箱根」。在運行時間中，於早上9時30分前的班次名為「Morning Way」，於黃昏6時以後的班次名為「Home Way」（均以新宿站出發與到達為基準），在其他時段中，每小時大約設有3班。在2012年前，每年設有30日開設「海灣度假」來往本厚木至新木場之間，設有1往返班次。當執行「海灣度假」班次時，「地下鐵相模」「地下鐵Home Way」各1班暫停服務。
另外，除了「超級箱根」以外，其他列車沒有一致的停車站。在1995年前，所有列車設有一致的停車站。隨後，由於這些列車的客源由運送觀光客來往箱根，漸漸改為於小田原線內地區運送、通勤運送，因此開始增加停車站，並設有不同的停車站組合，使各列車的停車站不一致。但是，停車站大概有一些定律，截至2019年3月，「箱根」大部分停町田、海老名或本厚木、小田原兩種停車站模式。另外，為了補充「箱根」的服務，部分「相模」班次會停新百合丘、相模大野、本厚木和秦野。而為了停車站之間有一段距離，於町田停站的班次通過相模大野，於海老名停站的班次通過本厚木（逆向相同）。

### 車內服務
車內服務是最著名的服務之一，主要在「超級箱根」「箱根」上設有車內販賣服務。另外，使用50000型「VSE」的班次設有咖啡廳，在2016年3月25日前設有輕食服務。

## 停車站
截至2019年3月16日：
| 公司名        | 東京地下鐵 | 東京地下鐵 | 東京地下鐵 | 東京地下鐵 | 小田急電鐵 | 小田急電鐵   | 小田急電鐵 | 小田急電鐵 | 小田急電鐵 | 小田急電鐵 | 小田急電鐵 | 小田急電鐵 | 小田急電鐵 | 小田急電鐵 | 箱根登山鐵道   |
| 路線名        | 千代田線   | 千代田線   | 千代田線   | 千代田線   | 小田原線   | 小田原線     | 小田原線   | 小田原線   | 小田原線   | 小田原線   | 小田原線   | 小田原線   | 小田原線   | 小田原線   | 箱根登山鐵道線 |
| 列車名/車站名 | 北千住站   | 大手町站   | 霞關站     | 表參道站   | 新宿站     | 成城學園前站 | 新百合丘站 | 町田站     | 相模大野站 | 海老名站   | 本厚木站   | 伊勢原站   | 秦野站     | 小田原站   | 箱根湯本站     |
| ------------- | ---------- | ---------- | ---------- | ---------- | ---------- | ------------ | ---------- | ---------- | ---------- | ---------- | ---------- | ---------- | ---------- | ---------- | -------------- |
| 超級箱根      |            |            |            |            | ●          | -            | -          | -          | -          | -          | -          | -          | -          | ●          | ●              |
| 箱根、相模    |            |            |            |            | ●          | -            | ○          | ●          | -          | ●          | -          | ○          | ○          | ●          | 箱             |
| 箱根、相模    |            |            |            |            | ●          | -            | -          | ●          | -          | -          | ●          | -          | -          | ●          | 箱             |
| 箱根、相模    |            |            |            |            | ●          | -            | ●          | -          | ◎          | -          | ●          | -          | ●          | ●          | 箱             |
| 箱根、相模    |            |            |            |            | ●          | -            | ●          | ●          | -          | -          | ●          | 相         | ●          | ●          | 箱             |
| 箱根          |            |            |            |            | ●          | →            | →          | ●          | →          | ●          | ○          | →          | ●          | ●          | ●              |
| 箱根          |            |            |            |            | ●          | ←            | ←          | ●          | ←          | ●          | ←          | ●          | ←          | ●          | ●              |
| 箱根          |            |            |            |            | ●          | ←            | ←          | ●          | ←          | ←          | ●          | ←          | ●          | ●          | ●              |
| 地下鐵箱根    | ●          | ●          | ●          | ●          | =          | ●            | -          | ●          | -          | -          | ●          | -          | -          | ●          | ●              |
| 地下鐵箱根    | ●          | ●          | ●          | ●          | =          | ●            | -          | -          | ◎          | -          | -          | -          | -          | ●          | ●              |

圖例
●…停車
◎…停車（部分班次於相模大野與「江之島」分離車廂，「地下鐵江之島」分離車廂與併結車廂）
箱…箱根號列車停站
相…相模號列車停站
-…通過（箭頭方向代表單向運行）
＝…不經這些車站
- 「地下鐵箱根」與在新宿10卡編成的EXE、MSE之「箱根」班次中，會與連接片瀨江之島方向或於小田原站分離，結併列車。
- 駛入千代田線的班次會停代代木上原站，以進行乘務員交班，為運輸停車情況。不會進行上落乘客。但是浪漫特快的乘務員不會進行交班，小田急餐廳系統（日语：小田急レストランシステム）的職員會在整個區間乘務。
- 在舉行活動時，定期列車會臨時停參宮橋站和開成站。也會設有臨時列車班次。

### 在過去曾經開設的列車

#### 海灣度假

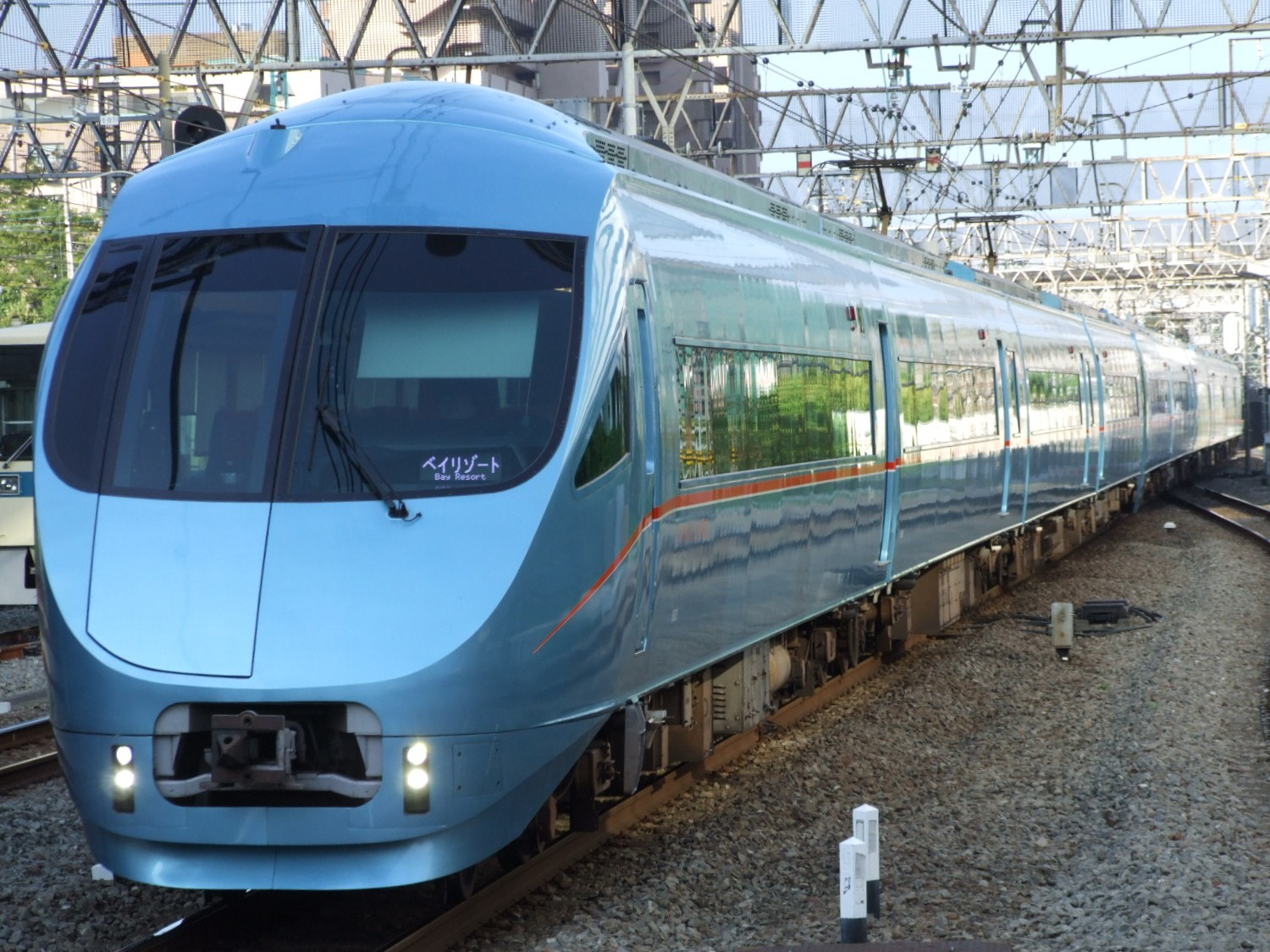
使用60000形「MSE」運行的「海灣度假」

在2008年至2011年之間，為了針對前往東京迪士尼度假區的乘者，開設了此特急。行走於小田急線主要車站與最接近東京迪士尼度假區的地下鐵車站東京地下鐵有樂町線新木場站，在每年指定30個星期六提供服務，早上班次在8:04到達新木場站，晚上班次在21:00從新木場開出，只設有1往返班次。使用車輛為60000形「MSE」。於有樂町線內停豐洲站，方便前往臨海副都心地區的乘客。
雖然該列車為特急列車，但是在運行速度上不會較快速，特別是在東京地下鐵線內，為了配合前後行走中的列車的時間表，列車多數停中途站或慢駛。
隨著有樂町線月台裝設月台閘門，該列車在2011年10月後不再運行。在2012年3月17日時間表修正中正式取消。
上行「海灣度假90號」
由星期六與假日於早上運行的「地下鐵相模80號」班次改以新木場為終站。
下行「海灣度假91號」
由星期六與假日於晚上運行的「地下鐵Home Way 43號」班次改以從新木場出發。
運行日（2009年）
- 1月2日
- 2月 - 4月中，逢第2、4個星期六
- 5月3日 - 5日
- 8月、12月的毎個星期六

停車站
- 小田急線內：本厚木、町田、新百合丘、成城學園前（可乘車和下車）
- 東京地下鐵內：表參道、豐洲（在兩中途站中，上行前往新木場的班次只可下車，下行前往本厚木的班次只可乘車）、新木場

另外，列車會停代代木上原和霞關，為運輸停車。該兩站不能上下車。
行走路線（上行：前往新木場）
- 本厚木→代代木上原：小田急小田原線
- 代代木上原→霞關：東京地下鐵千代田線
- 霞関→櫻田門：聯絡線（在這線內，列車行走方向會逆向）
- 櫻田門→新木場：東京地下鐵有樂町線

下行前往本厚木的班次中，列車到達霞關站時會停前往北千住方向的月台（不可上下車），隨後離開一度車站，再次進入霞關站代代木上原方向的月台（不可上下車）。

## 車輛
「」內為車輛的別名，以下將列出所有現時或曾經使用的車輛，起為特急専用車輛。

### 現用車輛
- 30000形「EXE」「EXEα」（日语：小田急30000形電車）
- 50000形「VSE」
- 60000形「MSE」
- 70000形「GSE」

截至2018年，各列車班次使用以下車輛：
- 「超級箱根」：平日所有班次使用設有展望席的車輛（VSE・GSE），在星期六與假日使用所有車輛。
- 「箱根」「相模」：使用所有車輛。而若新宿至相模大野之間與「江之島」結併，該「箱根」將使用EXE、EXEα運行。
- 「地下鐵箱根」：只使用MSE。

但是，當進行車輛進行檢修時，列車班次將使用其他車輛。設有展望席（VSE・GSE）的班次付き車輛將會顯示在官方網站上。

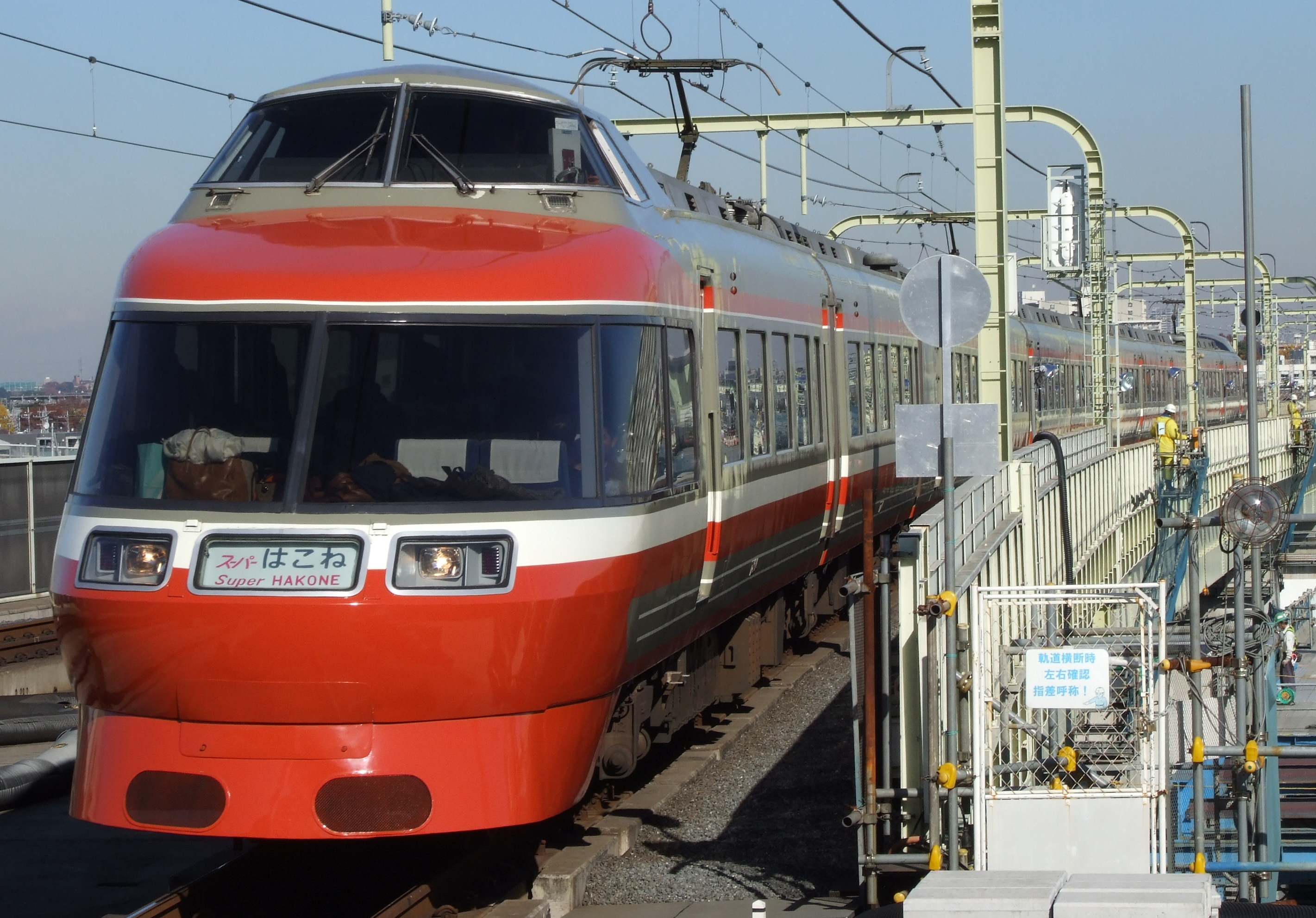
本來使用50000形「VSE」行走的「超級箱根」，實際使用7000形「LSE」（日语：小田急7000形電車）行走 （2007年12月5日 登戶站）
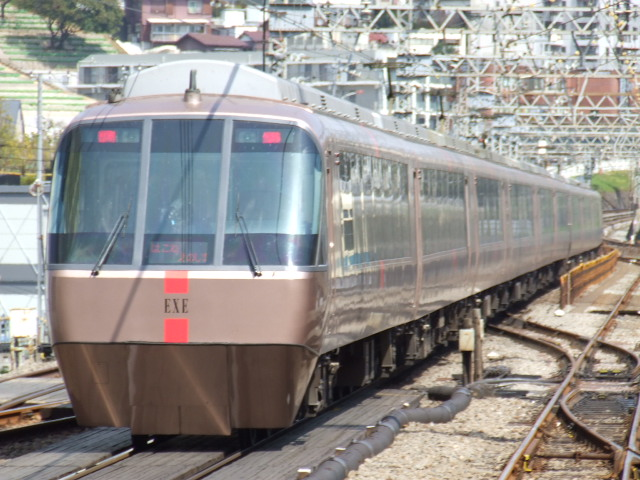
在相模大野站分離、結併的30000形「EXE」（日语：小田急30000形電車）「箱根、江之島」 （2007年3月28日 新百合丘站）

### 過去的車輛
- 1600形（日语：小田急1600形電車）…為「戰爭傷害後復興車」和直向座位車輛。
- 1910形（日语：小田急1900形電車）…橫向座位車輛，為戰後首架新製車輛。
- 1700形（日语：小田急1700形電車）
- 2300形（日语：小田急2300形電車）
- 2320形（日语：小田急2320形電車）…主要行走準特急的班次。半橫向座位車輛。
- 3000形「SE」「SSE」
- 3100形「NSE」（日语：小田急3100形電車）
- 10000形「HiSE」（日语：小田急10000形電車）
- 20000形「RSE」（日语：小田急20000形電車）…主要行走「朝霧」班次，但是在星期六與假日也會行走「箱根」班次。
- 7000形「LSE」（日语：小田急7000形電車）

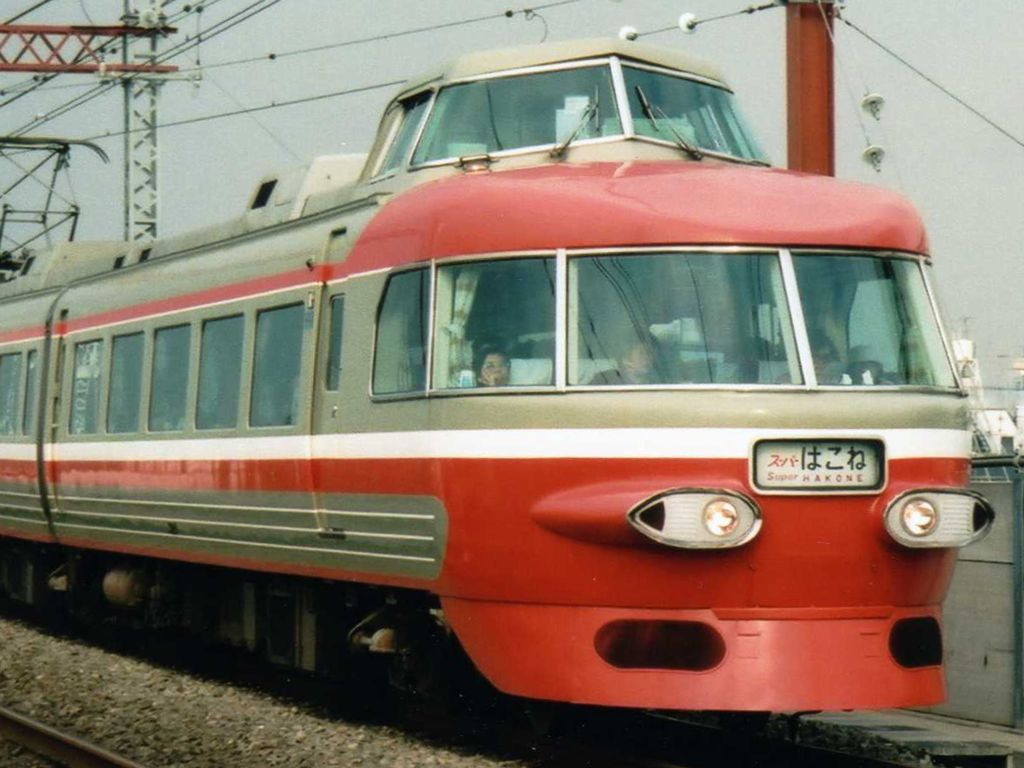
3100形「NSE」「超級箱根」 （1996年10月12日 和泉多摩川 - 登戶）
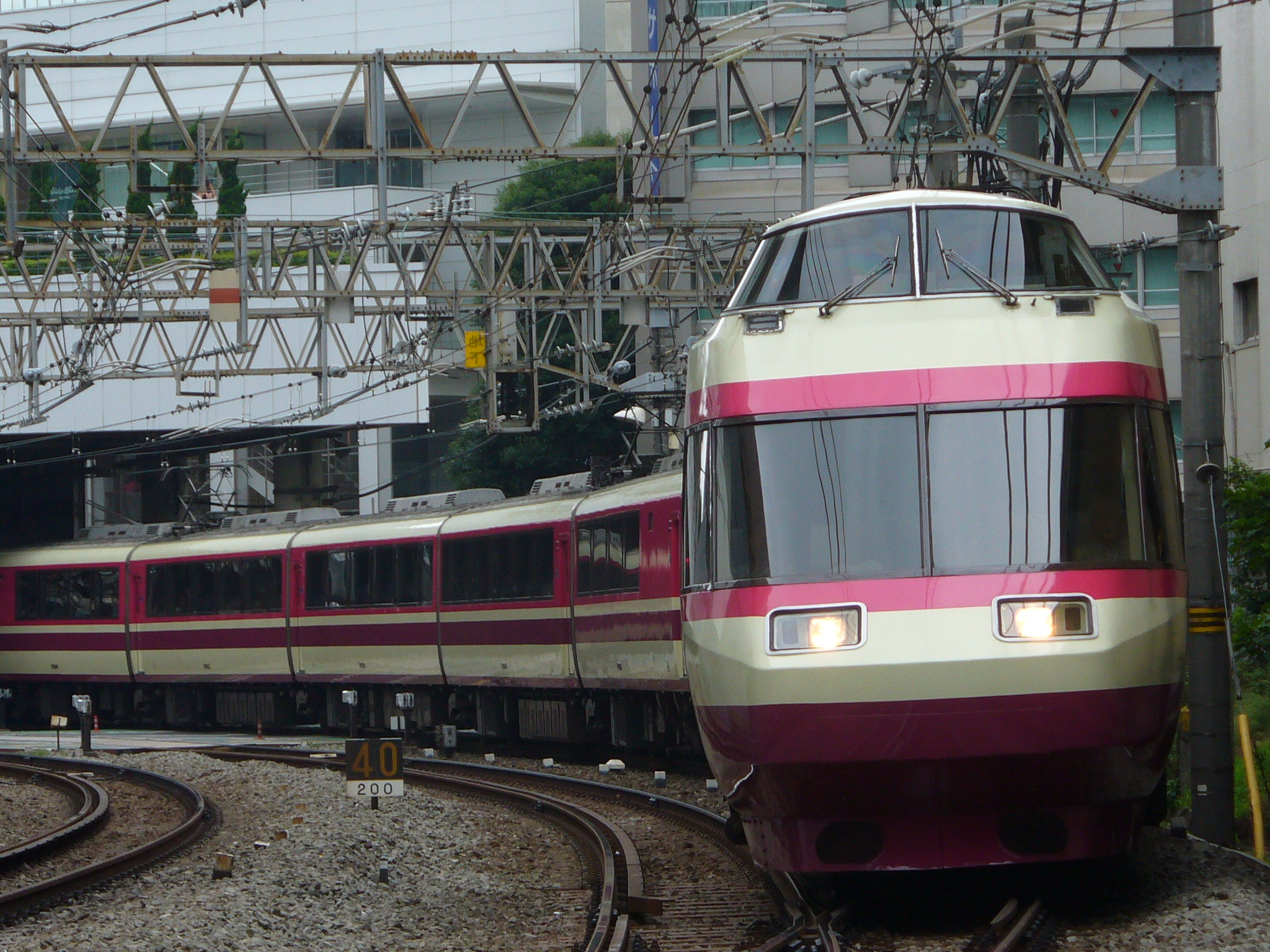
10000形「HiSE」（日语：小田急10000形電車）「箱根」 （2007年6月30日 新宿 - 南新宿）
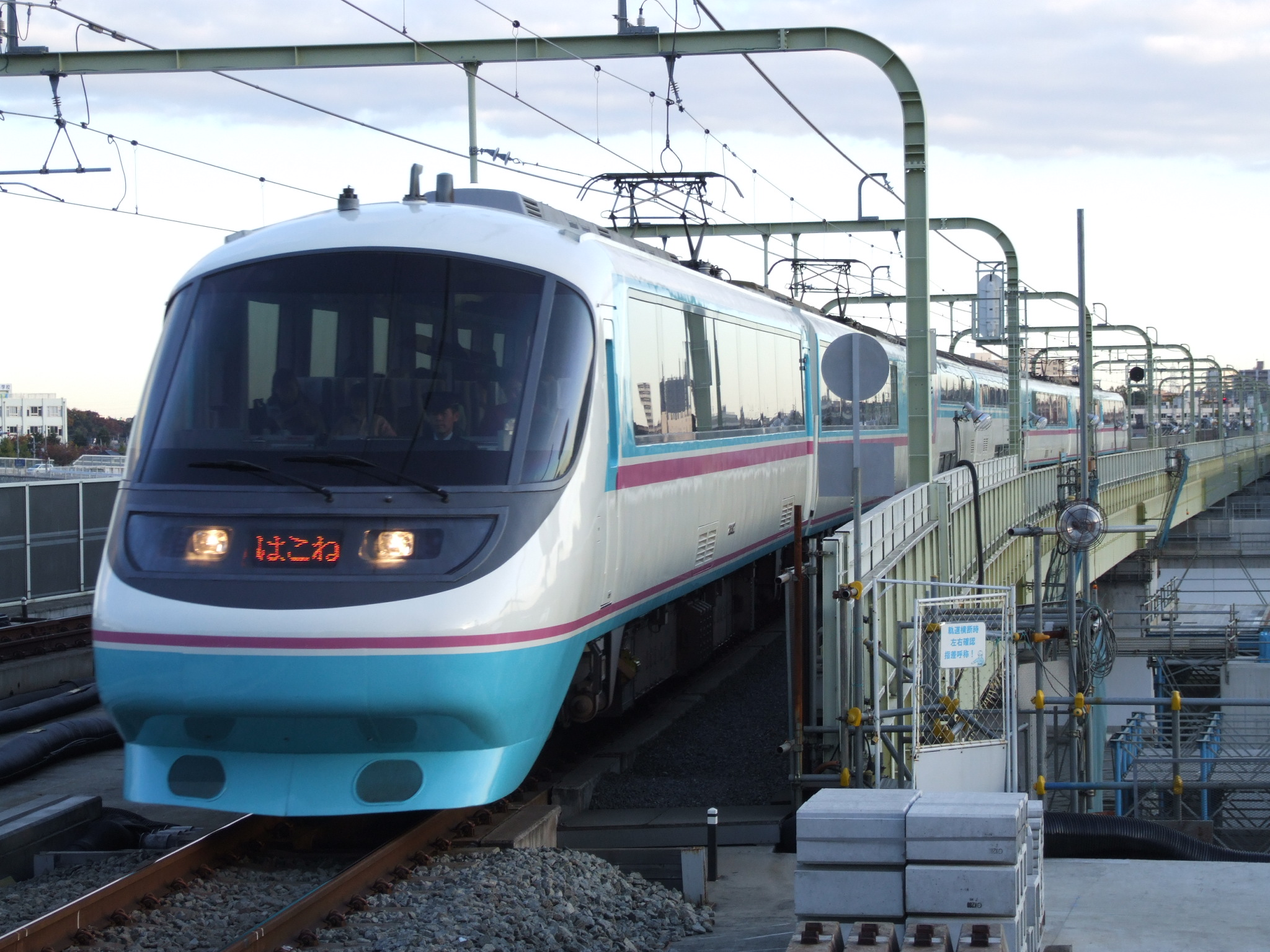
只在星期六與假日運行的20000形「RSE」（日语：小田急20000形電車）「箱根」 （2007年11月23日 登戶站）

## 沿革
- 1935年（昭和10年） - 開設行走於新宿至小田原之間的「週末溫泉特急」，所需時間為90分鐘。
  - 基本上中途沒有停車站，所有座位為指定制，在星期六下午於新宿出發。
- 1942年（昭和17年） - 由於正值太平洋戰爭之中，使「週末溫泉特急」暫停服務，小田急電鐵合併至東京急行電鐵（大東急）。
- 1948年（昭和23年） - 從東急分離，小田急電鐵再次成立。同年開設特急列車，為座位指定制和收取特別急行券，行走於新宿 - 小田原之間，只於周末行走。
  - 運行當初使用専用車輛，那些車輛是來自「戰爭傷害後復興車」，由1600形（日语：小田急1600形電車）通勤形車輛運行。
- 1949年（昭和24年） - 特急專用車輛1910形（日语：小田急1900形電車）投入服務。為「浪漫特快」的列車。另外，在該車輛內設有「咖啡廳（日语：走る喫茶室）」服務。
- 1950年（昭和25年） - 特急列車駛入至箱根湯本，並改為毎日運行。
  - 同時設有名為「足柄」「明神」「箱根」「乙女」的列車別名（日语：列車愛称）。列車別名是取自箱根的地名。隨後當增加列車班次時，會增加列車別名，設有「修改所有列車名稱方針」，而新的列車別名是取自與相模國或箱根有關的名稱。

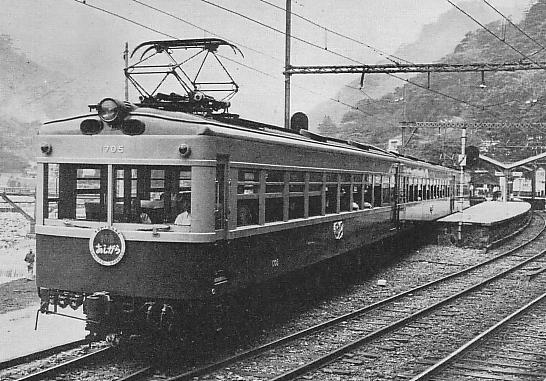
1700形「足柄」（1953年頃）

- 1951年（昭和26年） - 專用車輛1700形（日语：小田急1700形電車）投入服務。另外，特急使用座位指定席。
- 1953年（昭和28年） - 在多乘客乘坐列車時，為了補充只使用專用車輛的特急列車班次，開設設有自由席的「服務急行」。於假期前日行走，在新宿站至小田原站之間不停站。
- 1955年（昭和30年） - 2300形（日语：小田急2300形電車）投入服務。
- 1957年（昭和32年） - 特急專用車輛（日语：特急形車両）3000形「SE」投入服務。
- 1959年（昭和34年） - 自由席的「服務急行」改名為準特急。由2300形（日语：小田急2300形電車）、2320形（日语：小田急2320形電車）運行。
- 1963年（昭和38年） - 3100形「NSE」（日语：小田急3100形電車）投入服務。使特急可每30分鐘提供一班，準特急廢止。列車別稱重組為「足柄」「蘆之湖」「金時」「箱根」「乙女」5種。再接出發的先後名為「第n『列車別名』」。
  - 在重組列車別名前，每列車設有別名，包括「蘆之湖」「明星」「足柄」「相模」「大觀」「仙石」「初花」「湯坂」「明神」「箱根」「乙女」「神山」「姥子」「金時」「早雲」「夕月」，而補充列車（準特急）設有「須雲」「桔梗」「紅葉」「菊」「高原」（在1960年〈昭和35年〉3月時間表修正時，設有16往返特急班次）。
- 1966年（昭和41年） - 開設設有中間停車站的「相模」班次。停車站只有向丘遊園和新松田。而新宿至小田原之間沒有停車站的列車均名為「箱根」，取消「足柄」「蘆之湖」「金時」「乙女」列車別名。
- 1967年（昭和42年） - 與「相模」相同，開設設有中間停車站的特急「足柄」，該列車別名在1年後復活。「足柄」停車站只有新原町田（現時：町田）。而運行時段中，只有早上上行，與黃昏下行共5班班次，為「通勤特急」的型態。
- 1968年（昭和43年） - 「相模」開始停本厚木站。
  - 在此後直至1990年代前，「箱根」、「相模」和「足柄」的停車站曾有所增減。而「箱根」主要為前往箱根的特急，與區間特急「相模」「足柄」形成分野。另外，主要在下午出發，行走於新宿至箱根湯本之間的班次中，平日設有停町田的「足柄」，假日前日與假日設有通過町田的「箱根」，在同一時刻在不同日子會由不同列車名運行。
- 1980年（昭和55年） - 7000形「LSE」（日语：小田急7000形電車）投入服務。
- 1987年（昭和62年） - 10000形「HiSE」（日语：小田急10000形電車）投入服務。
- 1991年（平成3年） - 20000形「RSE」（日语：小田急20000形電車）投入服務，執行「箱根」班次。該車輛與東海旅客鐵道（JR東海）共同運行，並執行「朝霧」，該車輛內設有與JR綠色車廂相同等級的「超級座位」。在小田急線內「超級座位」，收取額外費用，為小田急首架特急列車設有2車等制。
- 1995年（平成7年）3月4日 - 「足柄」部分列車停本厚木站。
- 1996年（平成8年）3月23日 - 30000形「EXE」（日语：小田急30000形電車）投入服務。大部分「箱根」列車停町田站，而不停町田站的「箱根」的班次改名為「超級箱根」。新宿至町田之間的「足柄」和「箱根」開始與「江之島」列車結併。部分「足柄」班次停秦野站，也設有於早上和黃昏的「足柄」班次以秦野站為終站。
- 1998年（平成10年） - 「足柄」和「箱根」與「江之島」的停車站暨結併或分離車站的車站由町田站改為相模大野站。

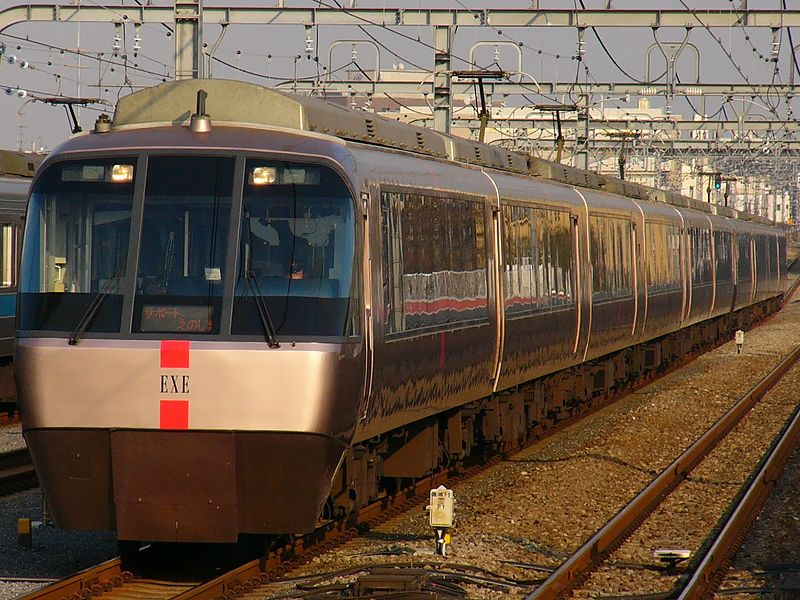
在1999年至2004年行走的「支援・江之島」（2004年11月23日 祖師谷大藏站）

- 1999年（平成11年） 既往的「相模」和「足柄」的班次均改名為「支援」。而從新宿站於黃昏6時後出發的下行特急列車均名為「Home Way號列車（日语：ホームウェイ (列車)）」。
  - 「支援」的名稱是由公司內部招募名稱，「Homw Way」的名稱是由公開招募名稱。
- 2002年（平成14年） - 部分「支援」（停相模大野的班次）停新百合丘站。
- 2004年（平成16年） - 列車名稱重組，按照停車站為標準分辨。「支援」廢止，「相模」復活。
  - 「超級箱根」：行走於新宿至箱根湯本的列車，途中只停小田原站（不變）。
  - 「箱根」：行走於新宿至箱根湯本的列車，途中除了小田原站外還有其他停車站。
  - 「相模」：只行走於小田原線內的列車。
- 2005年（平成17年） - 50000形「VSE」投入服務。
- 2008年（平成20年） - 60000形「MSE」投入服務。開設「地下鐵箱根」「地下鐵相模」「海灣度假」。
- 2011年（平成23年） - 「海灣度假」暫停運行。
- 2012年（平成24年）3月16日 - 10000形「HiSE」（日语：小田急10000形電車）、20000形「RSE」（日语：小田急20000形電車）退役。同時取消超級座位。
  - 60000形「MSE」開始執行「箱根」「相模」班次。
  - 「地下鐵箱根」平日設有1往返班次，而毎日運行的班次中，這些班次均停成城學園前站。
- 2016年（平成28年）3月26日 - 部分「箱根」、「相模」班次停海老名站，部分「箱根」停伊勢原站。
- 2018年（平成30年）3月17日 - 70000形「GSE」投入服務。設有列車停向丘遊園站和新松田站，並在早上9時30分前到達新宿站的「相模」「地下鐵相模」班次，均改名為「Morning Way」「地下鐵Morning Way」[6]。